# Cristallizzazione

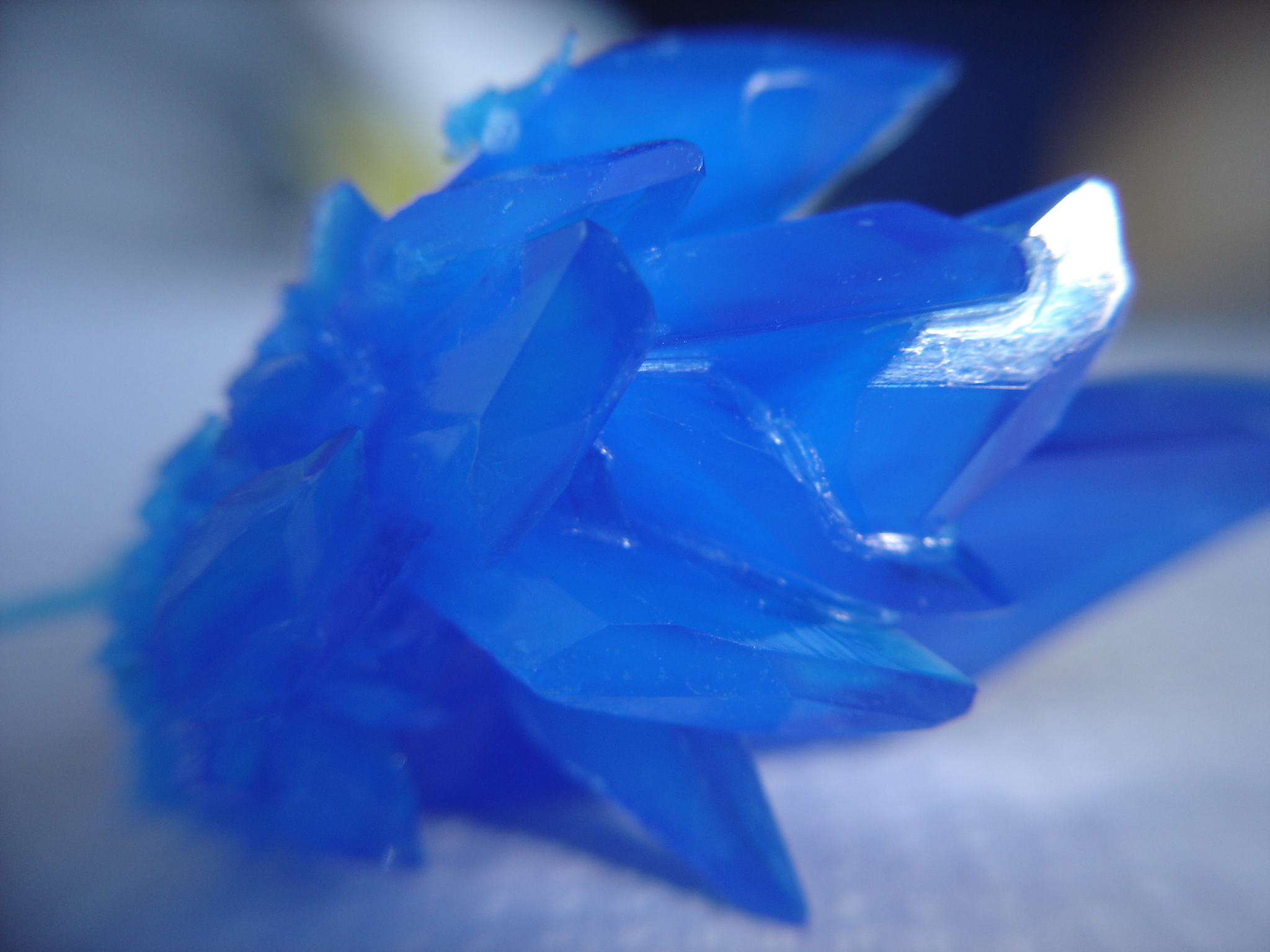
Cristalli di solfato rameico pentaidrato, ottenibili per cristallizzazione da soluzione soprassatura.

La cristallizzazione è una transizione di fase della materia, da liquido a solido, nella quale i composti disciolti in un solvente si solidificano, disponendosi secondo strutture cristalline. Da un punto di vista fisico, è quindi una trasformazione che implica diminuzione di entropia.

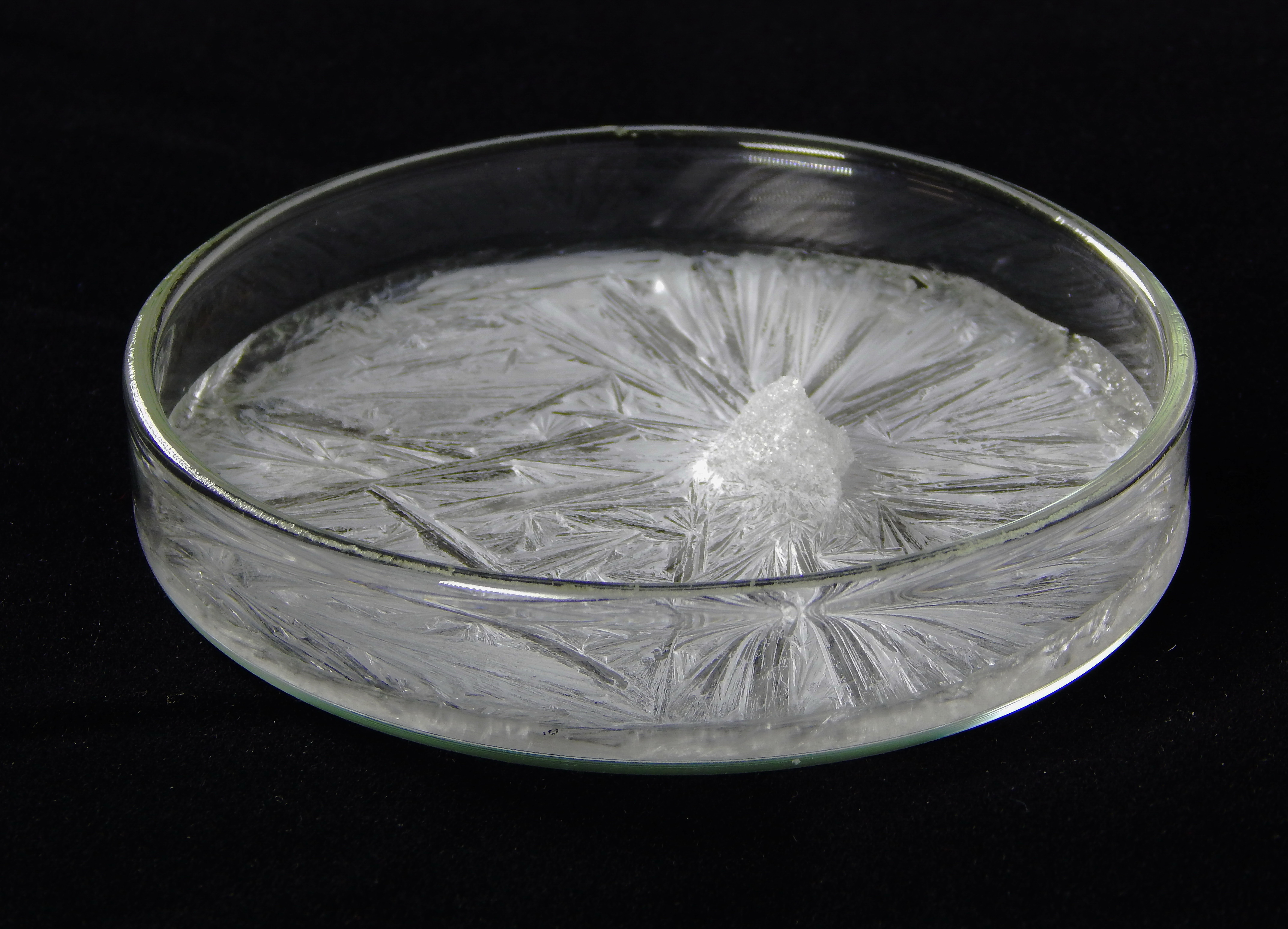
Esempio di cristallizzazione

Il processo di cristallizzazione è un particolare tipo di solidificazione, in quanto non è detto che solidificando le molecole si dispongano in maniera ordinata, infatti in generale a partire dal processo di solidificazione possono formarsi solidi cristallini (e quindi si parla di cristallizzazione) o solidi amorfi oppure solidi in cui si ha la presenza di zone cristalline e zone amorfe (come può succedere in alcuni polimeri).
In senso lato, il termine "cristallizzazione" indica la formazione di un qualsiasi solido cristallino, come ad esempio lo zolfo rombico o la formazione di cristalli di neve. Rappresenta un fenomeno ampiamente diffuso in natura, tramite il quale hanno origine rocce minerarie, le stalattiti, le stalagmiti e i depositi di salgemma (quest'ultima avviene a seguito dell'evaporazione dell'acqua permeante con formazione di grossi aggregati salini solidi).

## Cinetica di cristallizzazione
La formazione di una singola particella solida, il germe di cristallizzazione, costituisce il punto d'inizio del processo di cristallizzazione: tale singola entità funge da agglomerante, "catalizzando" la formazione del solido per accrescimento successivo. Quindi tutto ciò che favorisce la formazione del primo germe (nucleazione) o l'accrescimento successivo, favorisce la solidificazione. Ad esempio la presenza di una superficie metallica favorisce la formazione del primo germe (che si deposita su di essa) mentre l'evaporazione, con l'effetto di aumentare la concentrazione, intensifica le interazioni intermolecolari, favorendo l'agglomerazione.
La cinetica del processo di cristallizzazione può essere modellizzata attraverso l'equazione di Avrami.

## Cristallizzazione come processo di separazione
In chimica la cristallizzazione è un metodo utilizzato per purificare ed isolare composti chimici. La sostanza impura in oggetto viene portata in soluzione in poco solvente e viene sottoposta a raffreddamento. Man mano che la soluzione si concentra, cominciano a formarsi i primi germi di cristallizzazione, che via via aumenteranno di dimensione, agglomerando altri ioni; nelle operazioni di laboratorio, il fenomeno può essere favorito dallo strofinio di una bacchetta di vetro sulla superficie del contenitore (solitamente una beuta), che generando ulteriori cariche elettriche perturba gli equilibri elettrostatici esistenti in soluzione. Il risultato finale consiste nella separazione di una fase solida che viene filtrata. Il filtrato viene quindi riportato in soluzione con un'altra quantità di solvente e si ripete la pratica precedentemente descritta: si effettua cioè la ricristallizzazione, in modo da essere certi di ottenere dei cristalli abbastanza grandi, ovvero un composto ad elevato grado di purezza. Durante la cristallizzazione solidifica, in determinate condizioni di solventi e temperature utilizzate, solamente il composto in esame, mentre le impurità restano in soluzione. La ricristallizzazione si effettua perché esiste sempre una certa quantità di impurezze inglobate nel solido, in seguito ad adsorbimento, absorbimento o occlusione cristallina.

### Cristallizzazione frazionata
La cristallizzazione frazionata è una variante che permette di cristallizzare una soluzione contenente più sostanze, isolando i singoli componenti puri. Viene effettuata sfruttando le diverse solubilità alle diverse temperature d'esercizio. Sostanze che cristallizzano in un medesimo (o simile) abito cristallino e che sono composte da ioni con carica elettrica simile tendono a co-cristallizzare totalmente o parzialmente, rendendo vana la possibilità di isolarli singolarmente. Le miscele di questo tipo sono dette miscele eutettiche.
Oltre che in laboratorio, la cristallizzazione e la cristallizzazione frazionata vengono impiegate nell'industria chimica con l'ausilio di tecnologie e metodiche operanti su vasta scala, che sfruttano i cristallizzatori.

## La cristallizzazione in natura

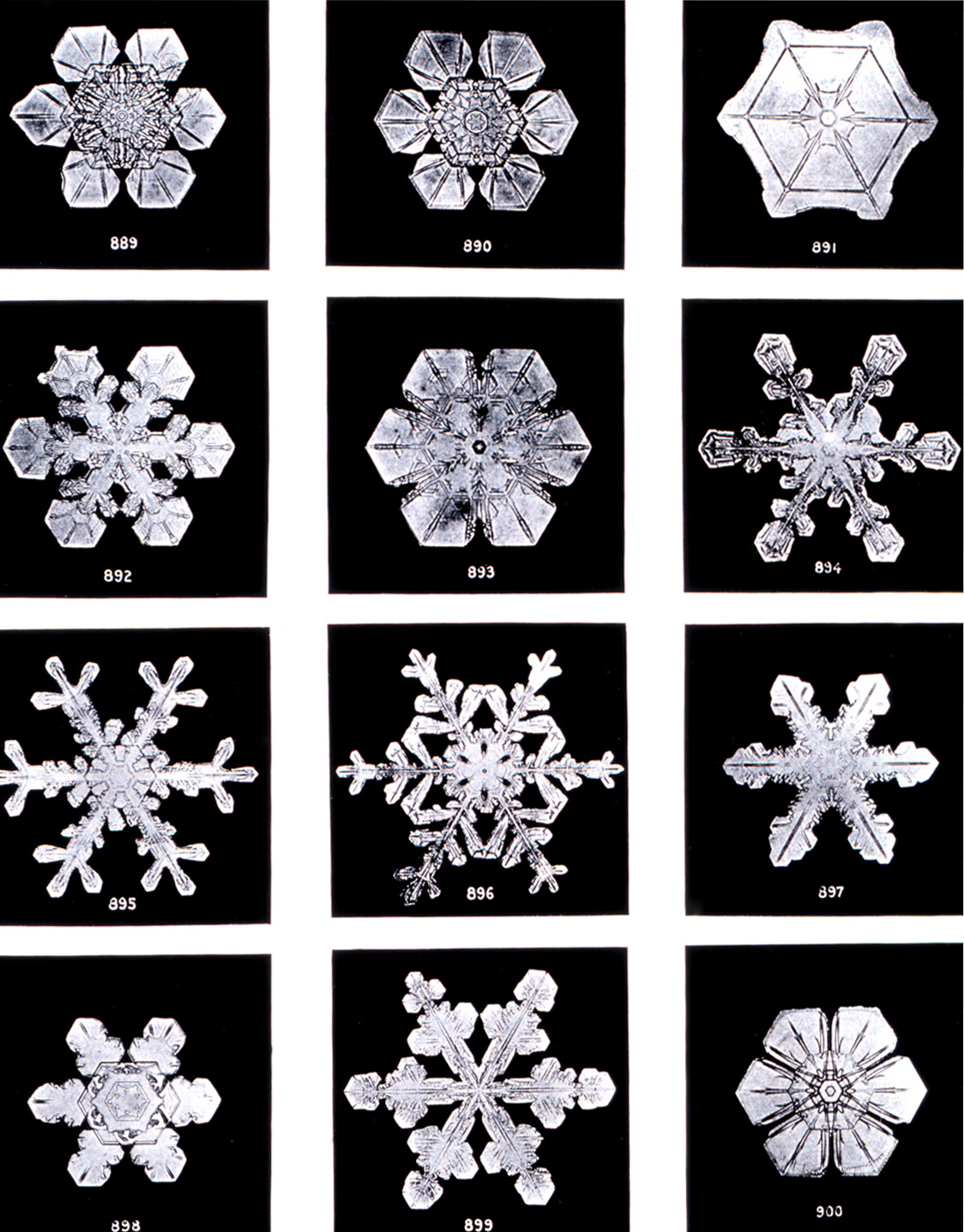
Fiocchi di neve, formatisi dalla cristallizzazione dell'acqua.

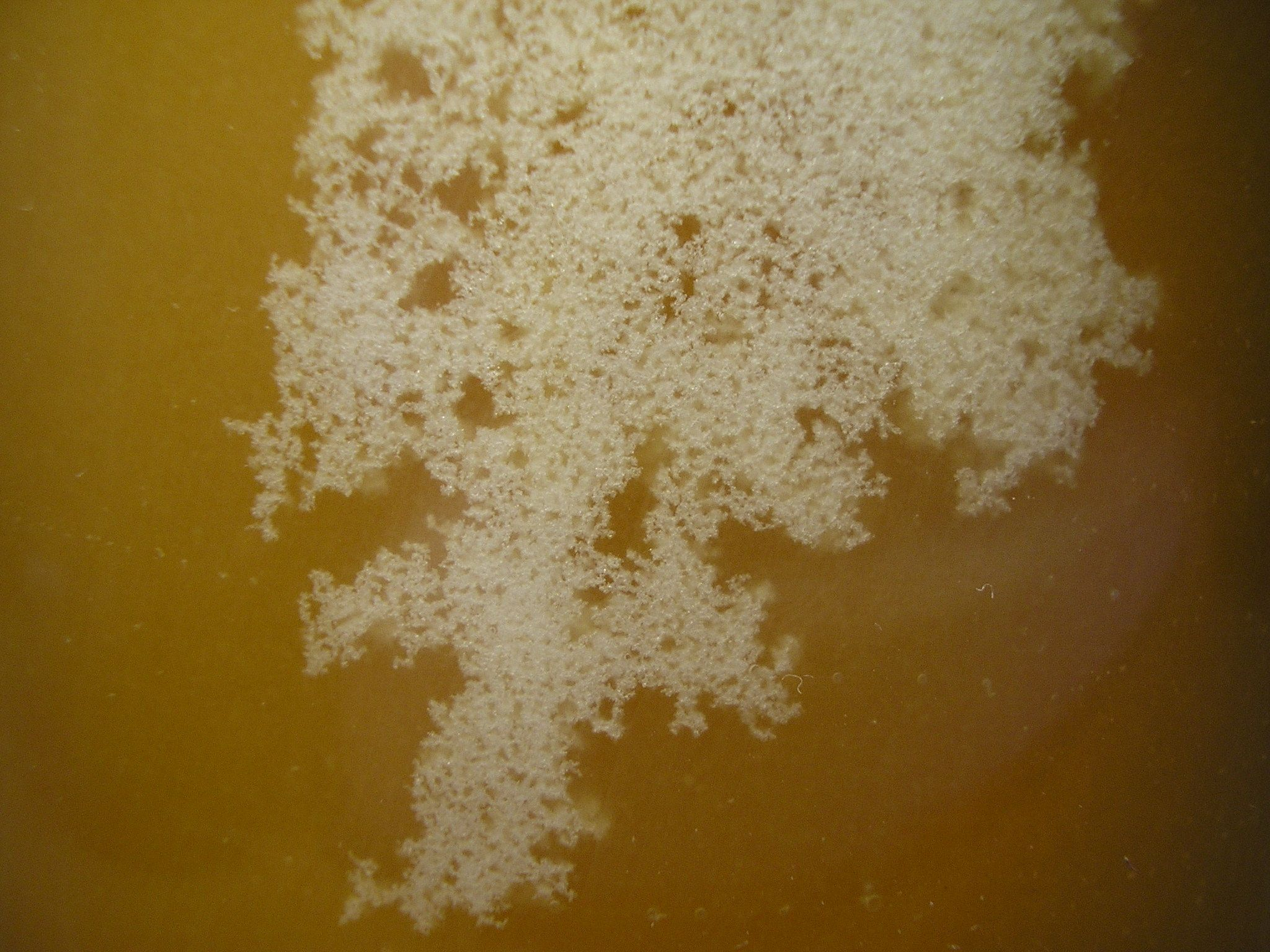
Miele cristallizzato

In natura la cristallizzazione frazionata rappresenta il principale processo per cui si formano magmi tra loro parentali. In pratica, da un magma definito "genitore" si ottengono, per frazionamento di fasi minerali differenti e stabili a temperature via via più basse, magmi definiti "figli" a composizione chimica differente. Tutti i magmi tra loro parentali formano una serie magmatica che solitamente si muove verso termini (rocce) via via più acidi, cioè più ricchi in silice.
Altri esempi di cristallizzazione in natura sono:
- la formazione dei cristalli di neve
- la formazione delle gemme
- la crescita delle stalattiti e delle stalagmiti
- la cristallizzazione del miele.